# Folgarida
Folgarida is een plaats (frazione) in de Italiaanse gemeente Dimaro in de provincie Trento. De naam is afgeleid van het Latijnse Folgàrida filicaretum: "Plaats van de varens". Het is een toeristisch wintersportgebied.
Het is gelegen op een hoogte van ongeveer 1300 m boven zeeniveau in Val di Sole in de Brenta Dolomieten.
Folgarida werd opgericht in 1965 als een ski-resort, de ski routes zijn verbonden met die van Marilleva en Madonna di Campiglio. Buiten het seizoen is Folgarida vrijwel volledig verlaten. Het officiële inwonertal is 49.